# Пероль-сюр-Везер
Перо́ль-сюр-Везе́р (фр. Pérols-sur-Vézère, окс. Peròls de Vesera) — коммуна во Франции, находится в регионе Лимузен. Департамент — Коррез. Входит в состав кантона Бюжа. Округ коммуны — Юссель.
Код INSEE коммуны — 19160.
Коммуна расположена приблизительно в 370 км к югу от Парижа, в 65 км юго-восточнее Лиможа, в 40 км к северо-востоку от Тюля.

## Население
Население коммуны на 2008 год составляло 185 человек.
| 1962 | 1968 | 1975 | 1982 | 1990 | 1999 | 2008 |
| ---- | ---- | ---- | ---- | ---- | ---- | ---- |
| 287  | 373  | 297  | 229  | 214  | 182  | 185  |

## Администрация
| Период | Период | Фамилия      | Партия | Примечания |
| ------ | ------ | ------------ | ------ | ---------- |
| 2001   | 2008   | Пьер Батай   |        |            |
| 2008   |        | Ален Фонфред |        |            |

## Экономика
В 2007 году среди 111 человек в трудоспособном возрасте (15-64 лет) 83 были экономически активными, 28 — неактивными (показатель активности — 74,8 %, в 1999 году было 68,8 %). Из 83 активных работали 77 человек (42 мужчины и 35 женщин), безработных было 6 (3 мужчин и 3 женщины). Среди 28 неактивных 4 человека были учениками или студентами, 22 — пенсионерами, 2 были неактивными по другим причинам.

## Достопримечательности
- Средневековый мост Варьера через реку Ар[фр.]. Памятник истории с 1991 года[3]
- Церковь Барсанж (XII век). Памятник истории с 1926 года[4]
- Крест XV века. Памятник истории с 1929 года[5]